# فینال جام حذفی فوتبال انگلستان ۱۹۷۵
فینال جام حذفی فوتبال انگلستان ۱۹۷۵، رقابت پایانی جام حذفی فوتبال انگلستان در سال ۱۹۷۵ میلادی است که مابین دو تیم باشگاه فوتبال وستهام یونایتد و باشگاه فوتبال فولهام در ورزشگاه ومبلی لندن برگزار شده‌است.
این مسابقه که در تاریخ ۳ مه ۱۹۷۵ انجام شده‌است با نتیجه ۲ بر ۰ به سود تیم باشگاه فوتبال وستهام یونایتد به پایان رسید.